# Lycopus (araignée)
Pour les articles homonymes, voir Lycopus.
Genre
Lycopus est un genre d'araignées aranéomorphes de la famille des Thomisidae.

## Distribution
Les espèces de ce genre se rencontrent en Asie de l'Est, en Asie du Sud-Est, au Asie du Sud et en Nouvelle-Guinée.

## Liste des espèces
Selon World Spider Catalog (version 23.5, 14/09/2022) :
- Lycopus atypicus Strand, 1911
- Lycopus bangalores (Tikader, 1963)
- Lycopus cha Tang & Li, 2010
- Lycopus edax Thorell, 1895
- Lycopus kochi Kulczyński, 1911
- Lycopus longissimus Tang & Li, 2010
- Lycopus primus Tang & Li, 2009
- Lycopus rubropictus Workman, 1896
- Lycopus tabulatus Tang & Li, 2010
- Lycopus trabeatus Simon, 1895

## Systématique et taxinomie
Ce genre a été décrit par en dans les Misumenidae.

## Publication originale
- Thorell, 1895 : Descriptive catalogue of the spiders of Burma. London, p. 1-406 (texte intégral).